# Françoise de Rohan
Vous lisez un « bon article » labellisé en 2011.

De gueules à neuf macles d’or, le blason des Rohan.

Françoise de Rohan, dame de La Garnache, duchesse de Loudun (et parfois aussi duchesse de Nemours), est née vers 1540 et morte en décembre 1591 à Beauvoir-sur-Mer. Descendante des ducs de Bretagne, elle épouse en 1557, sur parole, le duc Jacques de Savoie-Nemours, mais se retrouve déshonorée par l’abandon de celui-ci et n’a de cesse, pendant plus de vingt ans, d’obtenir la reconnaissance de son mariage. De plus, un enfant, Henri de Genevois est né de cette union, ce qui renforce l'outrage qui lui a été fait. Blanchie de tout soupçon de fornication, puis élevée au titre de duchesse du Loudunois par le roi Henri III, Françoise de Rohan est une de ces femmes dont le sort est évoqué, sans la nommer, dans La Princesse de Clèves.
Cousine de Jeanne d'Albret et du roi Henri IV, qui la nomme communément « sa tante », Françoise de Rohan trouve refuge chez ses amis protestants tandis que le parti Lorrain, épousant la cause de Nemours, ne veut plus la nommer que la « demoiselle » ou la « dame de La Garnache » (du nom d’un de ses fiefs). Tandis que, pour les huguenots, elle demeure la « duchesse de Nemours », elle intente contre le duc un procès, qui dure jusqu’en 1580. Voulant obtenir que son amant infidèle reconnaisse le fruit de leur union, elle mobilise à cet effet trois rois, deux papes et plusieurs séances du parlement de Paris. Son procès, qui défraie la chronique judiciaire, se trouve ballotté par les aléas des guerres de religion, et ne connaît de fin qu’avec la réconciliation d’Henri III et Henri IV, lors de la paix du Fleix. La solution qui met un terme à cette longue procédure est diversement interprétée. Pour les uns, elle est le fruit de la charité d’Anne de Guise, pour d’autres, le résultat d’un accord politique favorable au duc d’Alençon, pour d’autres encore, un compromis réalisé grâce au talent de son ami le maître de requête et mathématicien François Viète.
Fille du vicomte René Ier de Rohan et d'Isabeau d'Albret, petite-fille du roi de Navarre Jean d'Albret, Françoise de Rohan est la sœur d'Henri Ier, de Jean (Frontenay) et de René II de Rohan, qui portent successivement le titre de vicomte de Rohan, et s'illustrent brillamment et brièvement lors de la seconde guerre de Religion. Elle a pour amies les dames de Soubise, Antoinette d'Aubeterre et Catherine de Parthenay, qui se trouvent, de leur côté, emportées dans un procès en empêchement dirimant. Elle leur ravit leur ami avocat et mathématicien François Viète, qui loge souvent chez elle et protège ses propriétés au plus sombre des années de guerre. Il lui offre, peu de temps avant qu'elle disparaisse, la dédicace de son œuvre principale, cet Isagoge in Artem Analyticem par lequel il fonde l'analyse spécieuse, ou nouvelle algèbre. Par ailleurs, le poète André de Rivaudeau loge non loin de son château de Beauvoir, et lui dédie plusieurs poèmes. Au XIXe siècle, Hector de La Ferrière lui a consacré une grande partie de son ouvrage dédié aux amoureuses de la Renaissance.

## Biographie

### Origines
Son père, René Ier de Rohan, est apparenté aux ducs de Bretagne et à la couronne de France par sa grand-mère, Marie de Bretagne, fille de François Ier de Bretagne. Il conserve quelques titres au duché, ce qui fait de lui le chef du parti le plus considérable de Bretagne.
Sa mère Isabeau d'Albret est apparentée aux rois et reines de Navarre. La grand-mère de Françoise de Rohan est la reine Catherine de Navarre, son oncle maternel le roi de Navarre Henri II, ce qui en fait la cousine de Jeanne d’Albret et la « tante à la mode de Bretagne » du futur roi de France et de Navarre, son petit-cousin, Henri IV.
La sœur aînée du roi de France François Ier, la reine de Navarre et poétesse Marguerite d'Angoulème, donne Françoise de Rohan comme enfant de compagnie à sa fille, Jeanne d'Albret. L'enfance de Françoise de Rohan se passe alors à Plessis-lez-Tours, où elle subit le mauvais caractère de sa cousine. Elle écrit sur leur relation ces vers, souvent cités comme un exemple de la dureté des mœurs du temps :
Plus j'ai de toi souvent été battue

plus mon amour s'efforce et s'évertue

de regretter cette main qui me bat

car ce mal là m'était plaisant ébat.
Mort au combat devant Nancy sous la direction  du duc d'Aumale en 1552, son père est également prince de Léon, comte de Porhoët, seigneur de Beauvoir et de La Garnache, chevalier de l'ordre du Roi et capitaine d'une compagnie des ordonnances. Après la mort de son père, que le comte de Vaudémont enterre dans la cathédrale de Nancy, sa mère se rapproche de l'amiral de Coligny. À cette époque, Françoise retourne en Bretagne puis, revient à la cour de France, comme fille d'honneur de Catherine de Médicis.

### La parole donnée

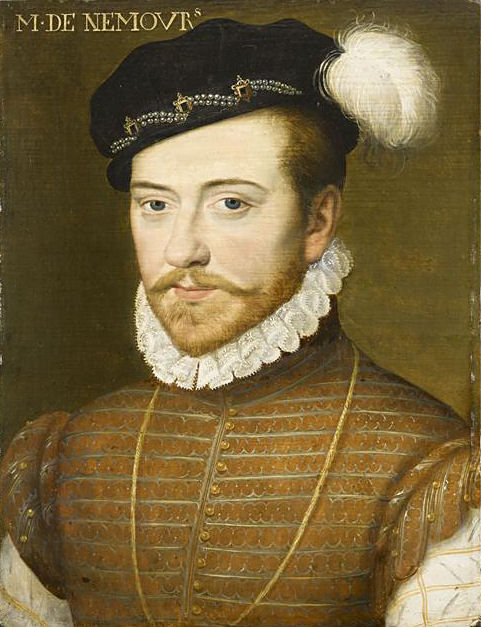
Portrait de Jacques de Savoie-Nemours, anonyme, XVIe siècle, musée Condé, Chantilly.

En 1553, la couronne de France lui donne pour dame de compagnie et gouvernante, Gabrielle Binel, dite « la Dame de Coué », ainsi que des servantes attachées à son service.
Séduite par la beauté du duc de Nemours, elle subit pendant les années 1554-1556 les assiduités de ce duc réputé pour sa grande élégance. Lorsqu'il joue avec Nemours au paille-maille et qu'elle paraît, le roi Henri II a coutume de dire :

« Puisque Mlle de Rohan est là, Nemours ne frappera plus un bon coup. »

L'histoire de leur amour est longue. Elle débute un jour où Diane de Poitiers invite toute la cour à Anet. Avant de partir pour l'Italie, le duc de Nemours promet à mademoiselle de Rohan de ne pas avoir d'autre épouse qu'elle. Pendant son séjour en Italie, il lui fait envoyer des cadeaux, un miroir et une bague. Jalouse de ses succès auprès des femmes de la cour du Piémont, elle ne lit pas ses lettres mais, au retour de son séjour en Italie, ce prince fait habiller sa maison des couleurs des Rohan (bleu et violet).
Face à ces marques publiques d'attachement, Françoise reçoit les conseils et les avertissements de sa mère et de la reine, Catherine de Médicis. Mais au soir du 22 avril 1556, Nemours, qu'elle autorise à demeurer dans sa « ruelle », lui dit (selon Hector de La Ferrière) :

« Je vous prends pour femme, dites que vous me prenez pour mari... »

Ces serments, faits devant témoins, ont alors valeur juridique. Ils ont pour gages Gabrielle Binel et les autres serviteurs de Françoise. Cependant, le concile de Trente s'oppose à ces promesses faites sans le consentement des parents ni office religieux, promesses qui peuvent se voir casser juridiquement,. Les rois de France, eux-mêmes, tentent d'en limiter la portée. Les synodes protestants tendent également, vers la même époque, à rejeter ces échanges de fois jurées.
Au début de l'été 1556, la cour étant de nouveau à Blois, Françoise de Rohan se donne enfin au duc de Nemours. Sa servante, mademoiselle de Coué, est témoin de ce rapprochement. Leur manège se prolonge quelque temps ; à Fontainebleau, à Châtillon-sur-Loing, chez Coligny où elle demeure tandis que Nemours, au lieu d'honorer sa promesse rejoint Paris, en lui recommandant de garder leur aventure secrète.
Les contemporains de la future duchesse de Loudun parlent diversement de cet épisode. Brantôme, Varillas, De Thou et après eux Pierre Bayle comparent souvent son sort à celui de la reine Didon,  abandonnée par Énée. Varillas affirme pour sa part :

« Jacques, premier duc de Nemours, surnommé le beau et le galant cavalier par excellence, avait aimé Françoise de Rohan, qui paraissait à la cour sous le nom de mademoiselle de Léon. Il lui avait donné une promesse de mariage en bonne forme : cette demoiselle ajoutait qu'il l'avait épousée par paroles de présent, et que le mariage avait été consommé. Il n'en était point sorti d'enfant, et les choses étaient encore demeurées dans l'incertitude lorsque Poltrot tua le duc de Guise. »

Or, au grand dépit du duc de Nemours, la demoiselle de Léon est enceinte et elle ne parvient pas à dissimuler son état.

### Découverte

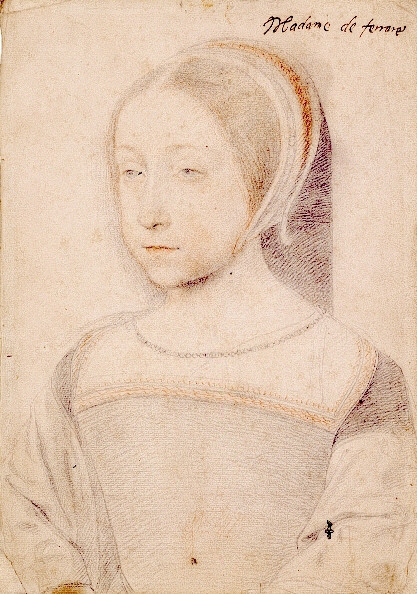
Portrait de Renée de France, dessin, école de François Clouet, musée Condé.

À la fin de l'été 1556, Henri II commande à Nemours d'accompagner le duc François de Guise en Italie. Jacques de Savoie s'en va, promettant à nouveau de se marier ; mais, en dépit des serments, il part sans revoir son « épouse ». Françoise se découvre enceinte. Les envois de bagues et de lettres ne parviennent pas à calmer sa douleur. Elle envisage dès lors l'idée de s'être fait berner. Elle décide de dissimuler sa grossesse mais apprend que Nemours compte lui dire à son retour qu'il ne veut plus l'épouser. Elle le lui écrit et, en réponse, le duc s'en défend :

« Celui qui vous l'a dit n'est pas mon ami, affirme-t-il. »

Il lui reproche dans la même lettre de ne pas se montrer assez ferme dans ses amours et dans la confiance qu'elle a de lui.
Concomitamment, le père du duc de Nemours conçoit le projet de lui faire épouser Lucrèce d'Este (1535–1598), fille cadette d'Hercule II d'Este et de Renée de France, dont la sœur aînée, Anne d'Este, a épousé le duc François de Guise. Le 6 janvier 1557, jour de la fête des rois, Henri II danse deux branles avec Françoise de Rohan. Il jure au sortir de ces danses que ceux qui ont prétendu qu'elle est enceinte ont menti. Mais, à table, il remarque l'anxiété visible de la demoiselle de Léon. Le lendemain matin, il demande à la reine, Catherine de Médicis et à sa première maîtresse, Diane de Poitiers de vérifier ses intuitions. En conclusion de quoi, « la main experte de Diane de Poitiers découvre que Mademoiselle de Rohan est enceinte d'au moins six mois ».
La révélation de la grossesse de la jeune Françoise de Rohan irrite terriblement le roi. Il n'aime pas les mariages clandestins. Françoise de Rohan, après avoir reçu ses violentes réprimandes, tente de lui expliquer les origines de son affaire. Entendue par le conseil royal, elle produit alors, devant la reine, Diane de Poitiers et d'autres témoins dont Ambroise Paré, Madeleine de Savoie et la duchesse de Montpensier, les lettres dans lesquelles le duc Nemours l'assure de ses amours et découvre sa hâte de voir leur enfant.
En dépit de ses proclamations, elle doit affronter la sévérité du jugement de la cour. Elle y répond avec sérénité tandis que le roi écrit à son favori, toujours en Italie, afin de le sonder sur ses intentions. Mais Nemours, d'Italie, répond habilement à Henri II, et laisse entendre, de façon dilatoire, que toute l'affaire sera éclaircie à son retour.

### Pardonnée

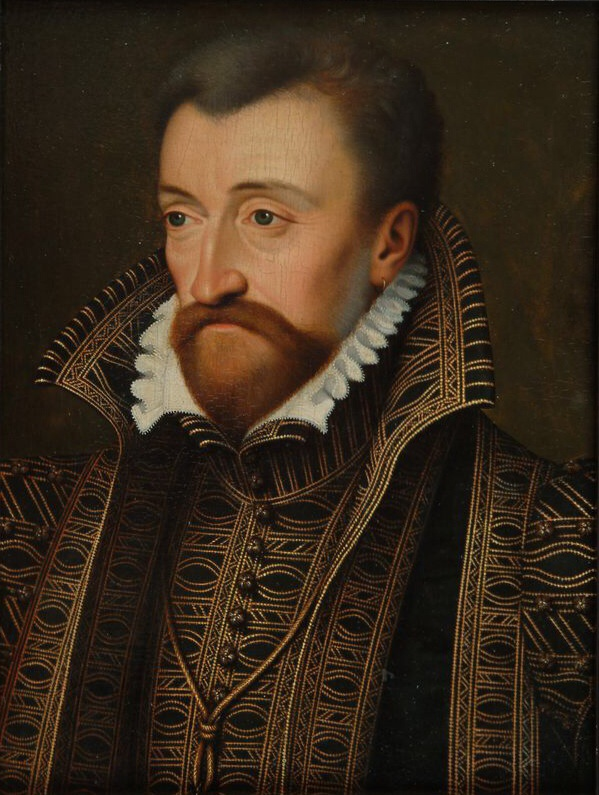
Portrait d'Antoine de Bourbon, François Clouet, 1557, musée du château de Pau.

Exilée à Vendôme, Françoise de Rohan y reçoit la visite du roi de Navarre, Antoine de Bourbon, qui la défend auprès de Jeanne d'Albret, courroucée, et soutient son honneur, écrivant :

« Nous délibérons de la tenir pour femme de Nemours. »

Il ne chasse pas ses suivantes de peur des médisants, et la fait conduire dans son royaume, à Pau, où elle accouche d'un fils le 24 mars 1557, fils qu'elle prénomme Henri en présence de Jeanne d'Albret. Navarre, de son côté, remonte sur Paris plaider sa cause auprès d'Henri II tandis que Nemours continue à batifoler en Italie. La mère de Françoise de Rohan se convertit officiellement au protestantisme en 1558.
Pendant près de deux ans, l'affaire en reste là. La France est au plus mal ; les troupes de Charles Quint sont aux portes de Paris et Françoise de Rohan hésite à faire comparaître son suborneur. Elle ne s'y résout qu'à la fin de 1558. Le 24 janvier 1559, elle se porte plaignante, pour promesse de présents et « mariage consommé ». Son procès devant Eustache du Bellay, Johan Picot et Étienne Dugué commence. Une citation à comparaître, et dont le minutieux procès-verbal existe encore, exige de Nemours qu'il se présente au tribunal le 13 février.
Les témoignages de ce procès laissent entendre que Françoise de Rohan est dans son droit. Mais le procès traîne en longueur jusqu'au mois de mai ; au mois de juin, Henri II est blessé en tournoi, l'œil transpercé par la lance de Montgomery. Le roi de France meurt 10 jours plus tard, et sa veuve la reine ne peut s'opposer à la montée du parti lorrain des Guises, dont Nemours est un des protégés.

### Écartée

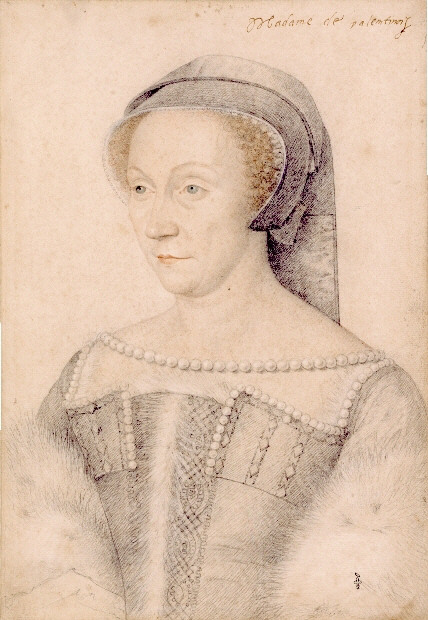
Portrait de Diane de Poitiers, dessin, école de François Clouet, musée Condé.

À compter de la mort d'Henri II, la vie de Françoise de Rohan et le sort de son procès ne dépend plus de la justice mais des aléas de la politique et son procès subit tous les contre-coups des guerres de religion.
Sous le règne de François II les Guise règnent en maîtres : le duc François tient les armées, le cardinal de Lorraine les finances. « Pape et Roi », dit un commentateur italien. Les princes de sang sont écartés, Antoine de Bourbon rentre dans son Béarn, Condé, son frère, est envoyé aux frontières. Nemours, allié des Guise et assisté d'un avocat nommé Cordonnier, accuse les témoins de Françoise de Rohan d'avoir été subornés.
Sûr de ses soutiens, il fait citer à comparaître la reine-mère, qui ayant besoin de l'appui des Guise, abonde dans son sens en août. Catherine de Médicis témoigne faussement, d'après Hector de La Ferrière, et plusieurs témoins se défilent : Diane de Poitiers, menacée dans ses fiefs, se défausse, tout comme le médecin royal Ambroise Paré.
En 1560, ne se décourageant pas, Françoise de Rohan fait de nouveau assigner le duc de Nemours. La cour demeure à Blois puis à Amboise. C’est l’époque de la conjuration d’Amboise ; le 15 mars, le duc Jacques s’empare du château de Noizay, où se sont rassemblés quelques conjurés. Pendant les mois qui suivent, il est au faîte de sa gloire. La reine d’Angleterre désire le connaître alors que la duchesse Anne de Guise n’a plus d’yeux que pour lui.
En septembre 1560, Catherine de Médicis se rapproche encore plus étroitement des princes lorrains et peu après, Louis de Condé, bien que chef du parti protestant, est attiré à Orléans et fait prisonnier. Son exécution est demandée par les Guise, qui l'accusent de comploter. Elle est ajournée par le chancelier Michel de l'Hospital. Ces heures sont parmi les plus sombres pour Françoise de Rohan, mais le 5 décembre 1560, la donne change de nouveau, avec la mort de François II.

### Rentrée en grâce

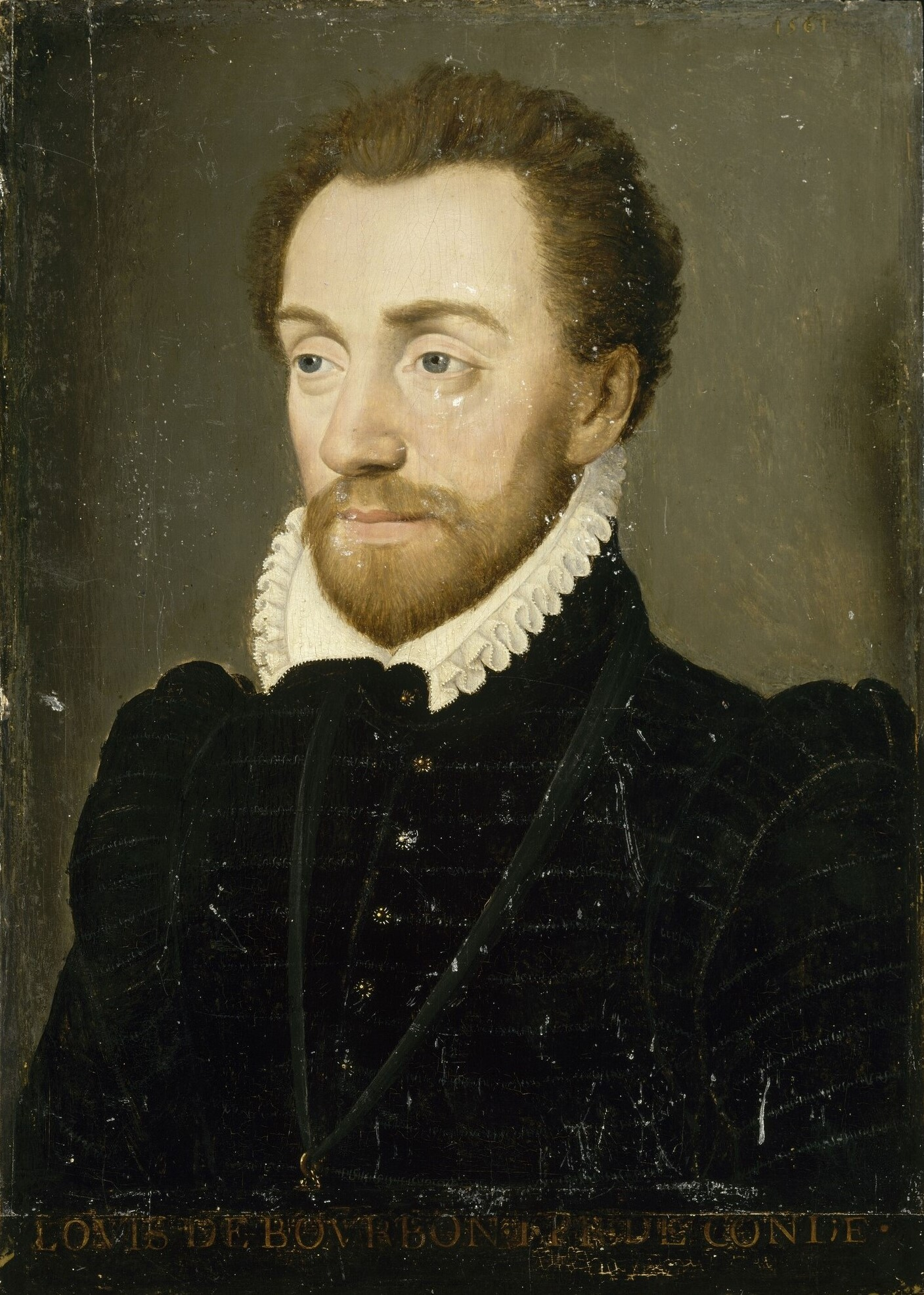
Portrait de Louis Ier de Bourbon-Condé, anonyme, 1561, château de Versailles.

En 1561, les trois frères de Françoise de Rohan se retrouvent à Paris. Henri, René, dit Pontivy, et Jean, dit Frontenay, sont décidés à en découdre avec Nemours. Le roi Charles IX n’est encore qu’un enfant ; Catherine de Médicis et le roi de Navarre sont devenus les seuls arbitres du pouvoir royal. Ils arrachent aux trois Rohan la promesse de renoncer à la voie des armes. Après la paix de Saint-Germain, les Guise écartés du pouvoir se retirent un temps sur leur terre. Nemours conçoit le projet de faire enlever le frère du roi, François d'Alençon, (alors d'Orléans), afin de servir la cause catholique. Il s’attire immédiatement l’hostilité de la reine et part quelque temps après se réfugier en Savoie.
En mars 1562, le massacre de Wassy, œuvre du duc François de Guise, ouvre une nouvelle période de troubles. La guerre recommence et les protestants s'emparent de la ville d’Orléans. Le 13 de ce mois, lors d'une transaction avec ses parents, Françoise de Rohan est toujours réputée duchesse de Nemours. En avril, elle obtient un jugement d'astreinte qui ordonne au duc de Nemours de se présenter sous un mois à Paris. Quelques semaines s'écoulent et le duc fait porter à Françoise de Rohan une lettre lui adjoignant de se trouver seule, le 15 septembre à Langeais. Il annonce abdiquer. Françoise n'est pas dupe : cette mesure n'est qu'un leurre, qui donne au duc le temps de rentrer dans les grâces de la reine.
Les Guise ont repris le pouvoir. Nemours revient en cour le 4 juillet 1562, alors que la ville de Bourges est investie par les troupes de Navarre. La guerre, une fois encore, rythme le procès de Françoise de Rohan. Toutefois, le roi de Navarre est blessé à Rouen et meurt des suites de sa blessure en novembre 1562. Nemours part combattre les troupes de Condé commandées par Jean de Parthenay lors d'un siège qui s'éternise devant la ville de Lyon. Contre toute attente, les armées de Soubise résistent jusqu'en 1563.
Le 4 février 1563, le duc de Nemours est déclaré forclos. Les espoirs de Françoise de Rohan renaissent.
Le 18 février 1563, le duc François de Guise reçoit un coup de pistolet, tiré par un des lieutenants de Soubise, Poltrot de Méré, ce dont il meurt une semaine plus tard, privant le duc de Nemours d'un de ses meilleurs soutiens.

### Le transfert à Lyon
Contrairement à toute attente, si la mort du duc de Guise affaiblit considérablement le parti lorrain, elle libère la duchesse, Anne d'Este, qui dès lors, brûlant de convoler avec Nemours, n'a de cesse de hâter la fin du procès qui l'oppose à Françoise de Rohan. Fort de ce soutien, le 20 juin 1563, le duc de Nemours accuse de nouveau les témoins de Françoise de Rohan de vénalité. Mais son accusation demeure sans effet.
Après un an, tandis que la ville du Havre est reprise sur l'Angleterre, Nemours affronte Condé en tournoi. Il est nommé peu après par la reine Catherine de Médicis au gouvernement de la ville de Lyon, ville qu'il n'a pu reprendre par les armes aux protestants menés par Soubise.
Après la paix signée à Troyes, le 14 avril 1564, la reine se rend à Bar-le-Duc, en Bourgogne, puis à Lyon. Anne d'Este déclare à Nemours qu'elle veut bien consentir à l'épouser si son procès prend fin. Nemours demande alors à la reine de faire transférer son procès de Paris à Lyon, sous sa juridiction, et d'agir auprès de Pie IV pour qu'on en donne la direction à l'archevêque de Lyon.
Pie IV cède à cette attente. Le 20 mai 1564, Françoise de Rohan refuse de comparaître dans la ville que tient Jacques de Nemours et fait défaut. Le parlement de Paris, réuni en haute cour, lui donne raison du fait que la peste sévit à Lyon, d'où elle chasse d'ailleurs Catherine de Médicis. Quand la reine revient à Paris, le parlement de Paris renouvelle son avis, le 20 juin 1564.
Un an plus tard, le 28 juin 1565 à Bayonne, Nemours obtient, avec l'aide de la duchesse de Guise, que le jeune roi Charles IX écrive une première lettre destinée au Pape, qu'il appuie par une seconde lettre le 25 octobre. Charles IX en écrit une troisième, interdisant au parlement de Paris de se mêler à nouveau de son procès.
Le 6 novembre 1565, l'archevêque de Lyon aidé de dix assesseurs, repousse la plainte de Françoise de Rohan.
À partir de 1565, le procès de Françoise de Rohan entre dans une nouvelle phase. Les parlements se déclarent en sa faveur et les sympathies qu'elle attire dépassent les rangs des protestants. Pour autant, la « dame de la Garnache » n'est pas au bout de ses peines. Les guerres de religion se succèdent sans qu'un camp ne parvienne réellement à l'emporter et son procès dure encore quinze ans avant de parvenir à trouver une issue favorable.
Le poète protestant André de Rivaudeau lui consacre quelques vers et lui offre des raisons d'espérer. Écrits à la Groizardière, les 1er et 2 mai 1565, ces poésies diverses placées à la fin du volume, sont dédiées à la dame de la Garnache et de Beauvoir-sur-Mer. Cet extrait, de l'Épître de l'espérance à Françoise de Rohan est révélateur :
J'estois le champ de Jean, et puis devant hier,

Par le decès de Jean, je devins a Gautier.

Et si toujours Gautier ne sera pas mon maistre.

Il a procès à Pierre auquel j'espère d'estre.

Les hommes sont bien fols de se nommer seigneurs,

Estant aux changements sujets et aux malheurs.

Je ne suis ni à Jean, ni à Gautier, ni Pierre ;

À fortune je suis, comme est toute la terre.

### Le mariage du duc de Nemours

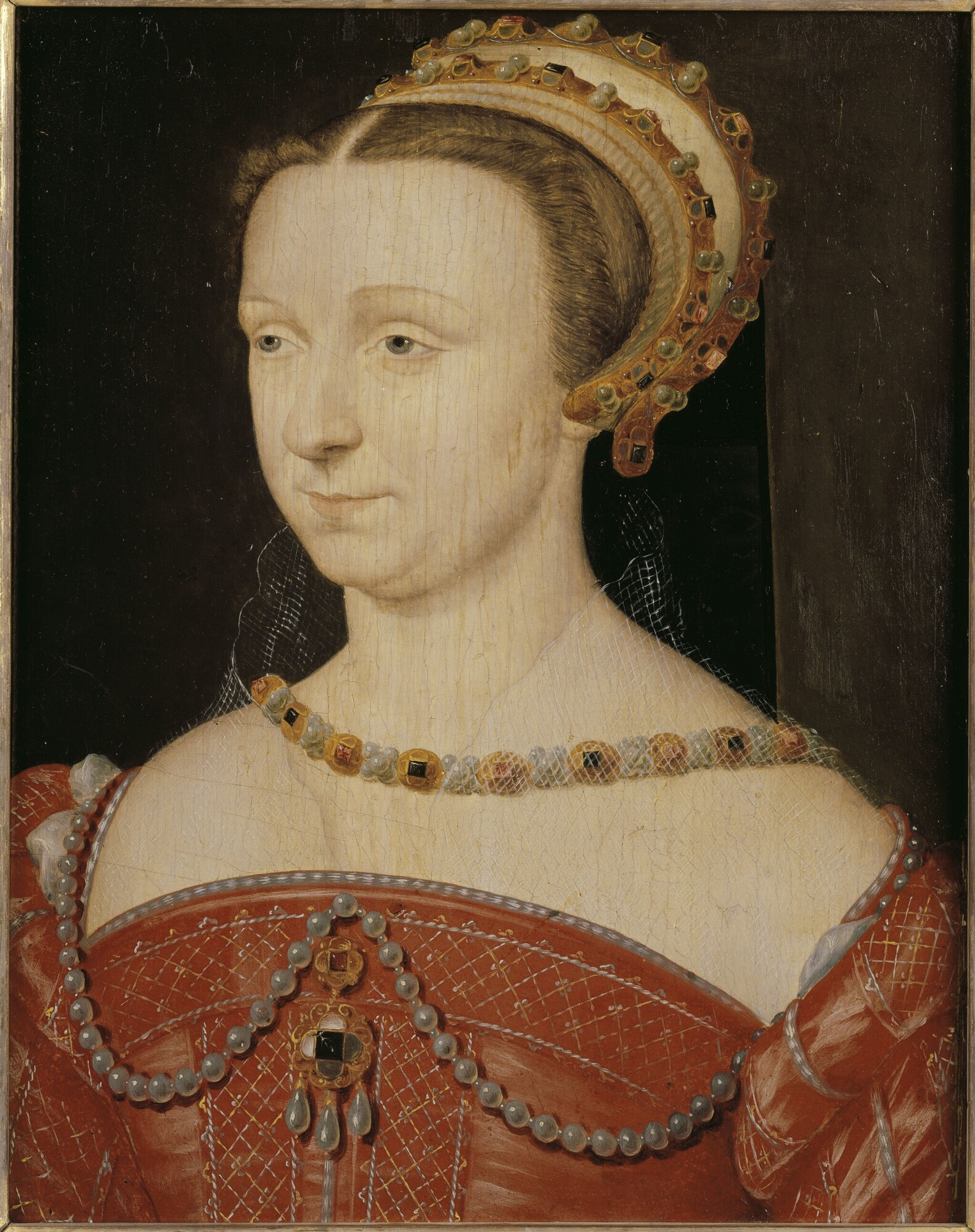
Portrait d'Anne d'Este, anonyme, troisième quart du XVIe siècle, château de Versailles.

Le 4 décembre 1565, le parlement se déclare pour Françoise de Rohan. Mais, sous la pression des Guises et de Nemours, Charles IX interdit au parlement de n'en plus rien connaître, le 20 janvier 1566.
Le 28 avril 1566, Françoise de Rohan est citée à comparaître devant le conseil privé. Le jugement de l'archevêque de Lyon lui est confirmé, toutefois, le conseil lui laisse la liberté d'en appeler au Pape. Le seul recours qui lui est laissé est à double tranchant : chacun connaît les sentiments religieux des Rohan, qui se sont déclarés pour la nouvelle religion. Faire appel au Pape, c'est aussi reconnaître son autorité. Le lendemain de cet avis, est signé le contrat de mariage liant le duc de Nemours et la duchesse de Guise. Catherine de Médicis bénit cette union et Charles IX offre cent mille livres aux époux pour « lui être tous deux parents si proches ».
Le 5 mai 1566, Françoise de Rohan envoie un huissier de justice, du nom de Vincent Petit, interrompre la cérémonie de mariage du duc Jacques de Savoie et de la duchesse Anne de Guise dans l'abbaye jouxtant le château de Saint-Maur-des-Fossés que vient de racheter la reine. L'huissier est emprisonné et la cérémonie se poursuit sous la houlette du cardinal de Lorraine. Cette interruption intempestive, et contraire aux règles de la bienséance, déclenche des passions et déchire la noce. Renée d'Este (la belle-mère de Jacques de Nemours) et Jeanne d'Albret, qui sont amies, se fâchent et échangent des mots. Mais d'un même mouvement, l'acharnement de Françoise lui attache les sympathies de son parti, et au-delà. Jeanne d'Albret confie l'éducation du fils de Françoise de Rohan à Théodore de Bèze.
Le 17 mai 1566, Catherine de Médicis écrit au Pape afin qu'il veille au suivi de l'affaire. Son fils Charles écrit à son tour le lendemain. Leurs lettres, en apparence, ne marquent aucune animosité contre Françoise de Rohan, mais plutôt de la compassion dans l'urgence de voir son sort définitivement établi. En vérité, elles plaident pour que leur cousine Anne de Guise soit au plus tôt confortée dans son droit.
Un espoir apparaît pour Françoise à la mort de Pie IV. Son successeur, Pie V semble plus compréhensif, mais contrairement aux espoirs que Jeanne d'Albret met en lui, le nouveau pape confie l'affaire à Jules Oradin, doyen des auditeurs de la Rote. Ces espoirs sont vite déçus et, en 1567, éclate la seconde guerre civile.

### Les années noires
Bien qu'elle soit soutenue par Jeanne d'Albret, et que ses biens soient protégés par le duc Louis de Gonzague de Nevers, les domaines de la Garnache et de Beauvoir-sur-Mer, les deux fiefs de Françoise de Rohan en Bas-Poitou (actuelle Vendée), sont saccagés par les troupes catholiques. Ses papiers sont dispersés et elle-même est choquée. Elle se lie vers cette époque avec la veuve de Soubise, la dame de Mouchamps, Antoinette Bouchard d'Aubeterre et sa fille, Catherine de Parthenay, dont elle devient l'amie.

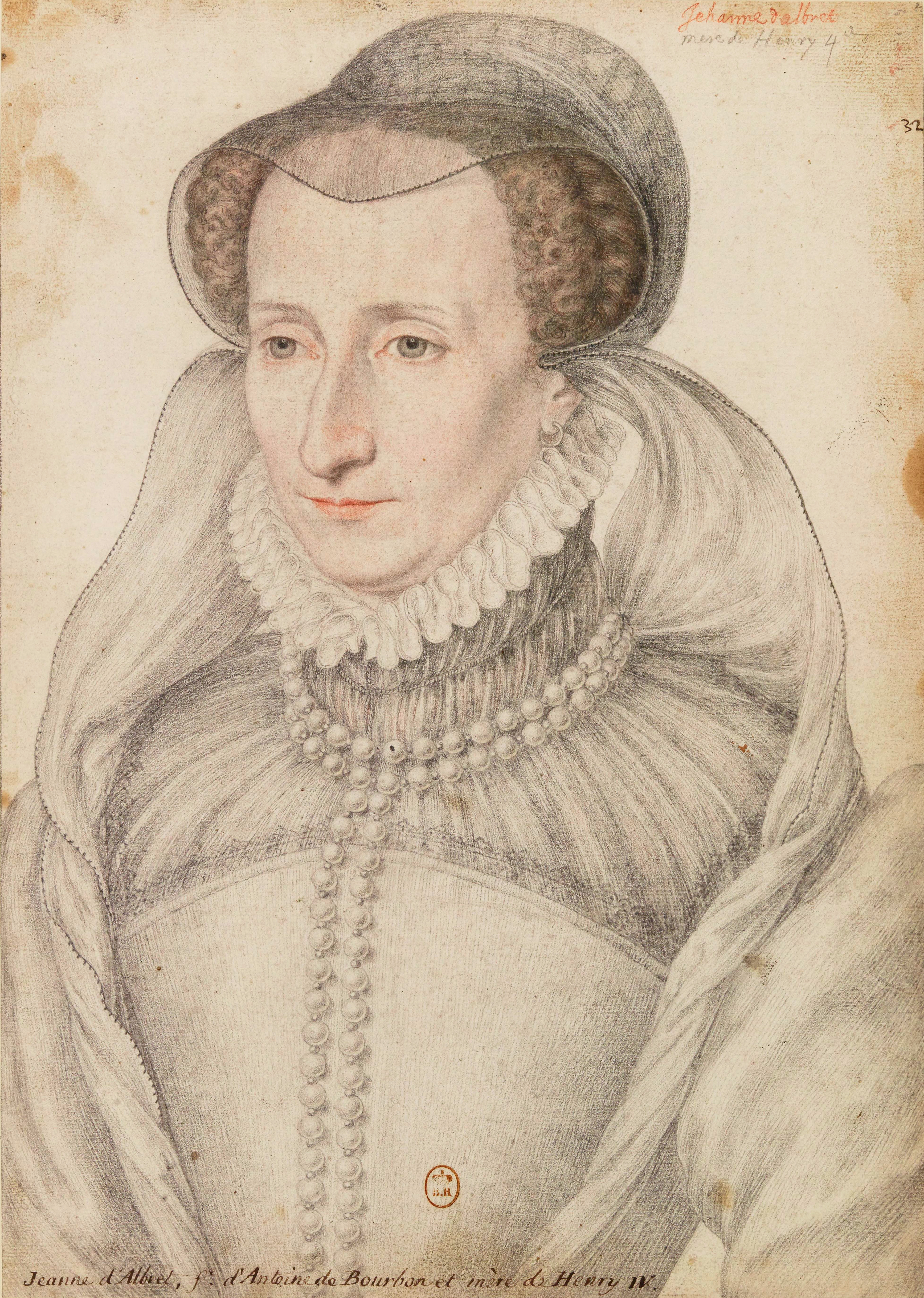
Portrait de Jeanne d'Albret, dessin, anonyme, Bibliothèque nationale de France.

Dans un premier temps, la troisième guerre de religion est particulièrement désastreuse pour les protestants. Condé est tué par traîtrise à Jarnac, et face aux troupes d'Henri d'Anjou seules résistent les armées de Coligny et des Rohan.
En novembre-décembre 1569, Charles IX demande qu'on se saisisse des papiers que Françoise de Rohan a déposés chez son procureur, Maître Mocet. Pendant les deux années qui suivent, Françoise, comme bon nombre de chefs protestants, vit en grande partie à La Rochelle où se réunit la cour de la reine de Navarre. Elle y rencontre le mathématicien François Viète, attaché aux Parthenay, ainsi que le poète André de Rivaudeau, qui délaisse Antoinette d'Aubeterre pour s'attacher à Françoise de Rohan. Son frère cadet, le jeune René de Rohan, s'illustre particulièrement à la bataille de Moncontour. Il n'a que dix-neuf ans et se nomme alors Pontivy, étant encore cadet. Il parvient à conserver à sa sœur Françoise son château de Beauvoir-sur-Mer douze jours en face des troupes catholiques, auxquelles il doit le remettre, mais dans des conditions honorables.
En 1570, Pontivy, retiré à La Rochelle, y retrouve sa sœur et les amies de celles-ci, la dame de Soubise, sa fille de quinze ans, mais aussi l'époux de celle-ci, le baron Charles de Quellenec qui est parvenu à s'échapper de la déroute de Jarnac et vient combattre sous ses ordres. Après avoir chassé les armées catholiques de Marans, Pontivy est nommé chef de toutes les troupes de l'Angoumois par Jeanne d'Albret. Il prend Tonnay-Charente, puis tout le littoral de la Saintonge, et enfin, avec l'aide de Quellenec, la ville de Saintes.
Cette nouvelle guerre de religion prend fin avec la victoire des armées de l'amiral Coligny et la paix de Saint-Germain-en-Laye. Cette paix ne modifie en rien le sort fait à Françoise de Rohan et, le 5 mars 1571, le jugement de Lyon est confirmé par Jules Oradin. Les archives conservent ce jugement rendu à Rome en faveur de Jacques de Savoie, duc de Nemours, contre « dame Françoise de Rohan », au sujet de leur mariage, le 5 mars 1571. Françoise de Rohan en appelle de nouveau au parlement de Paris et, pour en finir avec cet épisode, le parlement de Paris se déclare incompétent.
Peu après, le 19 juin 1571, la famille de Rohan effectue la transaction en fait de partages entre les frères Henry, vicomte de Rohan, René de Rohan, seigneur de Pontivy, Louis de Rohan, fils du prince René de Rohan, et leur sœur Françoise de Rohan, « dame de Nemours ». René hérite de Pontivy et leur sœur rentre officiellement en possession de la Garnache et de Beauvoir sur Mer.

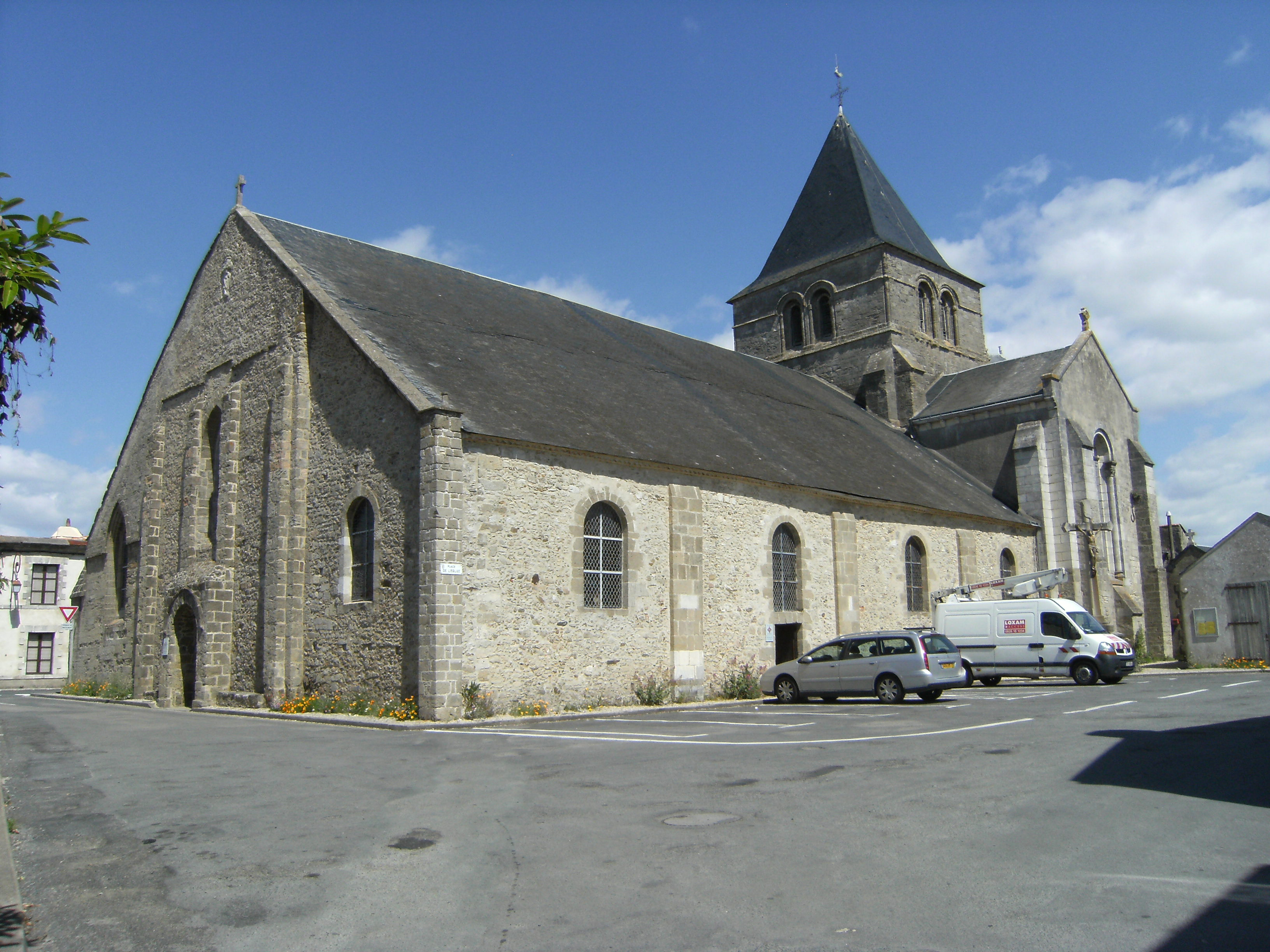
Beauvoir, l'église Saint-Philibert.

En 1572, la reine de Navarre meurt, et la reine-mère, Catherine de Médicis, organise les noces du nouveau roi de Navarre, Henri, le « vert galant », et de sa fille, la « reine » Margot. Ces noces, destinées à fêter la réconciliation du pays, sont l'occasion pour les « ultras » de voir se réunir à Paris la plupart des princes protestants et de les assassiner au matin de la Saint-Barthélémy. La dame de la Garnache écrit le 12 juillet précédant que le roi la mande à la cour ; elle indique dans la même lettre la tristesse qu'elle a éprouvée à la mort de Jeanne d'Albret. Si ses frères Jean et René de Rohan parviennent à sortir indemnes de ce piège, il n'en va pas de même pour Charles de Quellenec et nombre de nobles bretons. Sa veuve, Catherine de Parthenay, et la mère de celle-ci, doivent leur salut à l'intervention de quelques nobles alliés au roi, leur logis est pillé mais leur mobilier est sauvé. La Môle, Surgères et le duc de Bouillon[Information douteuse] demandent la main de la jeune femme. Après quelque temps de séparation, les trois femmes finissent par se retrouver à La Rochelle.
Après la Saint-Barthélemy, son avocat, Pierre de Lannes, obtient un délai de deux mois pour tenter de plaider, pièces en mains (celles-ci ont été dérobées à Françoise lors du sac de ses châteaux) ; mais le 17 octobre 1573 le conseil privé repousse de nouveau l'appel et confirme les jugements de la Rote. Françoise décide alors d'en appeler directement à Rome. La mort de Charles IX intervient presque aussitôt, bouleversant une fois encore la donne.

### Les hésitations d’Henri III

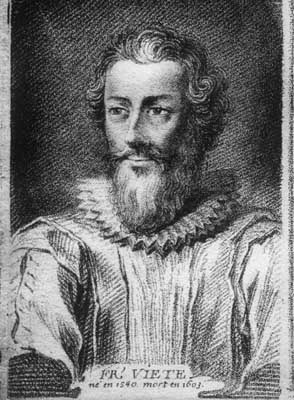
Portrait de François Viète, gravure de J. Blanchenino, XVIIe siècle.

Le 24 octobre 1573, l'avocat des Parthenay, et désormais des Rohan, est nommé par Charles IX conseiller au parlement de Rennes. Cette charge est toutefois peu rémunératrice et cette protection est insuffisante pour assurer à Françoise de Rohan l'avancement de sa cause. De 1573 à 1575, le procès semble entièrement perdu. Par ailleurs, les préoccupations de la dame de la Garnache sont entièrement tournées vers la succession de ses parents. Son frère aîné, Henri Ier de Rohan, dit Henri le goutteux, meurt le 16 mai 1575, en leur château de Blain ; la fille de ce dernier, ultime héritière des Rohan selon les coutumes de Bretagne, meurt quelques jours après son père, à peine âgée de douze ans. Comme leur autre frère, Jean est mort sans descendance mâle et, par conséquent, René de Rohan devient vicomte à son tour. Françoise, quoique l'aînée, se voit privée de la succession des Rohan en vertu du partage effectué dès 1571. Son frère René peut alors prétendre à la main de l'héritière des Parthenay, mariage qui a lieu le 15 août 1575.
René de Rohan est devenu, après les massacres de la Saint-Barthelémy et la soumission de Condé et d’Henri IV, de 1574 à 1576, l’un des principaux chefs protestants. Le 2 décembre 1575, le roi Henri III interdit à Françoise de porter le nom de Nemours.
La guerre des malcontents, déclenchée par François d’Alençon, à laquelle se joignent Condé puis Henri IV, s’achève par les concessions de l’édit de Beaulieu, qui met fin, le 6 mai 1576, et de façon avantageuse aux protestants, à la cinquième guerre de religion. Le mathématicien François Viète, ami de Françoise et de  sa belle-sœur est nommé peu après cette victoire des « politiques » maître des requêtes auprès du roi Henri III.
Cette nomination semble avoir été décisive car elle permet à Françoise d'obtenir enfin une solution avantageuse à son procès. Les relations de Françoise et du mathématicien sont d'ailleurs des plus resserrées, et l'hiver 1577, Viète réside à Beauvoir-sur-Mer dans une maison, l'Ardouinière, située dans l'ancienne rue des Halles au Château.

### Le duché de Loudun
Un événement impromptu accélère le dénouement du procès de Françoise de Rohan : le premier juin 1577, le fils que Françoise a eu avec le duc de Nemours revient d'Allemagne. Il est presque aussitôt capturé par le duc de Montpensier. Il échappe à la potence, par l'action du Roi, et sans doute de François Viète selon Ritter ; mais le duc refuse de le rendre, même contre rançon. Après un an de captivité, le fils de la dame de la Garnache, qui ne veut rien devoir à sa mère, le turbulent Henri de Genevois écrit à son père, le duc Jacques de Nemours, de le faire libérer de la prison où le tient désormais le beau-frère de ce dernier, le duc de Mayenne. Le 12 juin 1579, le duc de Nemours, dont le fils légitime avec Anne d'Este porte également le prénom d'Henri, et lui aussi le titre de duc de Genevois, affirme par lettre solennelle qu'il ne se connaît que deux enfants, vivant auprès de lui avec la duchesse Anne.
Lassée de subir le ressentiment des Rohan et du « duc de Genevois », Anne d'Este écrit à Henri III et réclame qu'on mette fin à cette affaire. Le couple des Nemours tente à plusieurs reprises d'apaiser la colère de Françoise de Rohan, mais il se heurte au moins une fois à l'opposition du duc (Henri, fils de François), du cardinal de Guise ou de l'un de leurs frères et sœur, la duchesse de Montpensier, nouvelle génération des princes lorrains.
Le 28 février 1579, le traité de Nérac ouvre une nouvelle période de paix mais il faut attendre la paix de Fleix pour que soit assurée la tranquillité du royaume - pour cinq ans. Entre ces deux traités a lieu la septième guerre de religion. À l'occasion des négociations qui jalonnent la « guerre des amoureux », les efforts du duc François d'Alençon, d'Anne d'Este, l'épouse du duc de Nemours, et du maître de requête François Viète aboutissent enfin au règlement du procès de Françoise de Rohan. Les lettres royales instituant l'habile solution qui permet à toutes les parties de conserver la face datent du 16 novembre 1579. Elles sont confirmées le 20 janvier de l'année suivante, puis le 9 février. Elles mettent la dame de la Garnache sous la protection du roi Henri III, qui écrit :

« Nous entendons et ordonnons qu'il ne puisse lui être fait aucun blâme pour raison de ce qui est advenu et nous la déclarons libre de contracter mariage. »

Par ce jeu de mots, qui annule de fait son premier mariage avec le duc de Nemours, Françoise de Rohan peut s'estimer lavée de tout soupçon de légèreté. Il s'agit réellement d'une annulation comme le souligne Nicole Dufournaud. Parallèlement, le roi obtient la libération de son fils et un don de 20 000 écus est fait à celui-ci pour le dédommager de son sort, et lui interdire de prétendre désormais au titre de duc de Genevois.

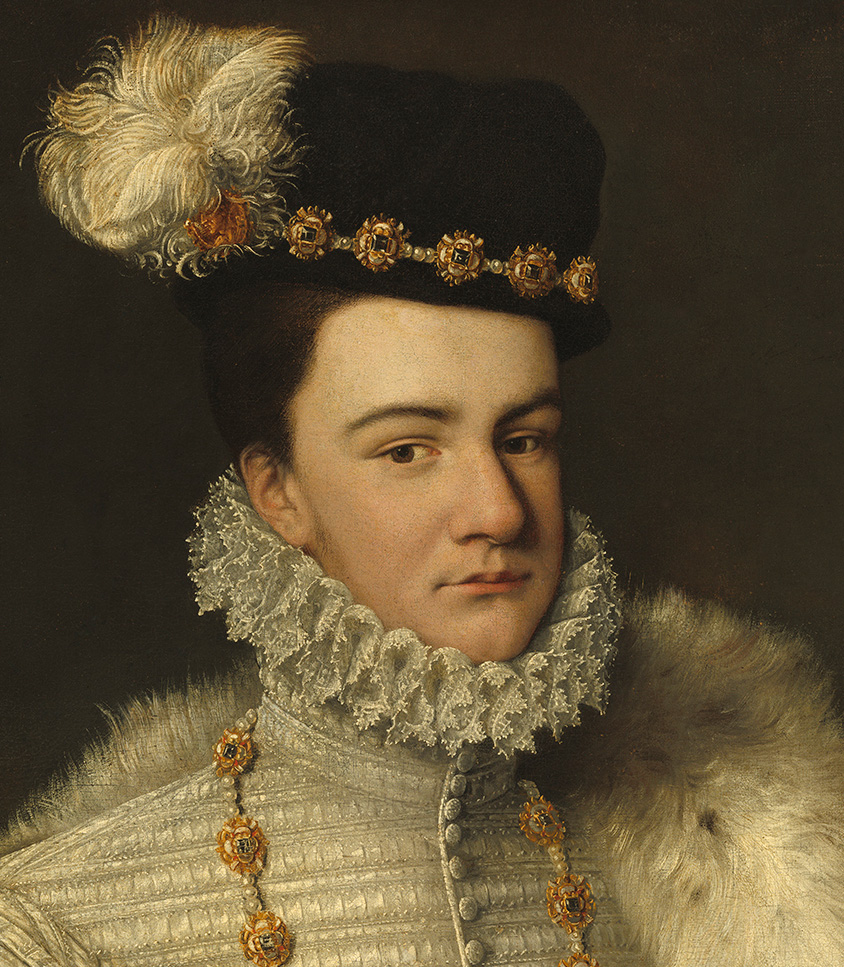
Portrait de François, duc d'Alençon (détail), François Clouet, 1572.

Dans le même temps, le roi l'élève au rang de duchesse : sa terre de Loudun devient duché (non héréditaire) ; il lui fournit de plus l'assurance de toucher 50 000 écus de ce duché, à la charge du royaume de pourvoir à la différence si besoin est. Ainsi, ce compromis permet de mettre un terme avantageux, pour la dame de la Garnache, au procès qui l'a opposé pendant plus de vingt ans à son ancien amant. La conclusion de cette affaire, très favorable à Françoise de Rohan, vaut à Viète la rancune tenace du parti ligueur. Ces lettres patentes ne sont cependant contresignées par le parlement de Paris et la cour des comptes qu'en 1582.
À l’époque de sa signature, Henri III négocie avec Henri de Navarre la paix de Fleix. Valentine Poizat, Frédéric Ritter, après Brantôme et Jacques-Auguste de Thou, y voient un moyen pour Henri III de donner satisfaction à son cousin de Navarre au sujet de sa « tante du Loudunois » comme la nomme désormais le Béarnais. Le terrain d’entente semble avoir été trouvé par le duc d’Alençon, chargé de négocier la paix de Fleix, et d’en trouver les termes, mais il est vraisemblable que le conseiller privé des deux rois, le mathématicien François Viète, est l’artisan secret de la chose. Le père Anselme pense quant à lui que l’élévation de la seigneurie de Loudun en duché est l’œuvre d’Anne d'Este.
En échange de la reconnaissance de sa bonne foi, la nouvelle duchesse de Loudun promet de rendre à Jacques de Savoie les documents restés en sa possession et démontrant sa paternité, car en dépit des pillages de ses châteaux, Françoise détient encore à cette date des preuves de la légitimité de la naissance de son fils. Elle proteste néanmoins que :

« son fils a esté procréé en nous du fait dudit Seigneur Duc de Nemours en vray et légitime mariage et parfaite intention  de nostre part que la solemnité y interviendroit, comme véritablement ledit Seigneur Duc  aussi a toujours reconneu devant les Juges nous avoir poursuivi et aimé en ladite intention de mariage. »

En 1581, le mathématicien-maître des requêtes épaule à nouveau son amie devenue duchesse dans deux affaires qui montrent la fragilité de la position de Françoise de Rohan. La première l’oppose au poète-policier Nicolas Rapin, alors responsable de la prévôté de Fontenay-le-Comte. Ligueur convaincu à cette époque, le « poète » la menace parce qu’elle protège la religion réformée. L’autre affaire concerne le fils qu’elle a eu avec le duc de Nemours : Henri, qui continue de se faire appeler le « duc de Genevoix ». Certains voient encore dans ses frasques les raisons qui poussèrent Françoise de Rohan à mettre un terme à son procès. Il se plaint de ne rien avoir touché des écus qu’on a dû lui donner. À peine revenu à Paris, il a une rixe avec un bijoutier auquel il a emprunté de l’argent, et le tue. Il échappe à nouveau à la potence mais sa résistance aux soldats venus l’arrêter lui vaut néanmoins plusieurs années de prison.
Le roi de Navarre intervient encore en sa faveur en 1582 pour obtenir la grâce du duc de Genevois, il écrit à la reine-mère :

« Madame, Je supporte avec tant d’ennuy celluy que ma tante, la duchesse de Loudunoys, reçoit des rigueurs des quelles on use en son endroict, pour la delivrance de son fils, mon cousin, detenu si longtemps prisonnier à cause de sa rançon, que je despesche la Roque exprés vers le Roy mon seigneur et vous, afin d’obtenir son eslargissement. »

### La dernière guerre
À la fin de l'année 1584, le pouvoir des ligues s'affirme et les princes lorrains se rapprochent à nouveau du pouvoir. Le fils de la Garnache étant prisonnier à Paris, sa vie semble menacée par l'arrivée au pouvoir du nouveau duc de Guise. Le roi Henri III le fait libérer en janvier 1585. Peu après, le maître des requêtes François Viète est suspendu de ses fonctions. Françoise de Rohan, le duc René de Rohan s'entremettent en sa faveur ainsi qu'Henri de Navarre, en vain. Le mathématicien décide de s'installer pour deux ou trois ans chez Françoise de Rohan ; c'est dans les murs de son château de Beauvoir qu'il compose probablement les premières lignes de son Isagoge.
La duchesse du Loudunois lui donne asile, tantôt dans son château de la Garnache tantôt dans son manoir de Beauvoir. Elle y accueille également plusieurs coreligionnaires de marque. Viète n'est alors qu'un des hôtes de la duchesse pendant cette période de trouble : elle héberge également Dom Antonio, le petit-fils déchu du roi du Portugal Manuel Ier venu chercher auprès d'Henri III, puis d'Henri IV un soutien contre l'Espagnol Philippe II. Parmi ses protégés, se trouvent encore plusieurs femmes de condition, Gillette Florimont (en novembre 1568) et une nièce de Monsieur de Couldrie.
En août 1585, Françoise de Rohan agit auprès d'Henri III afin qu'il protège Dom Antonio des entreprises du duc de Mercœur. Elle offre au prétendant des chevaux, de l'argent et un refuge sûr avant qu'il ne parte pour la Rochelle.

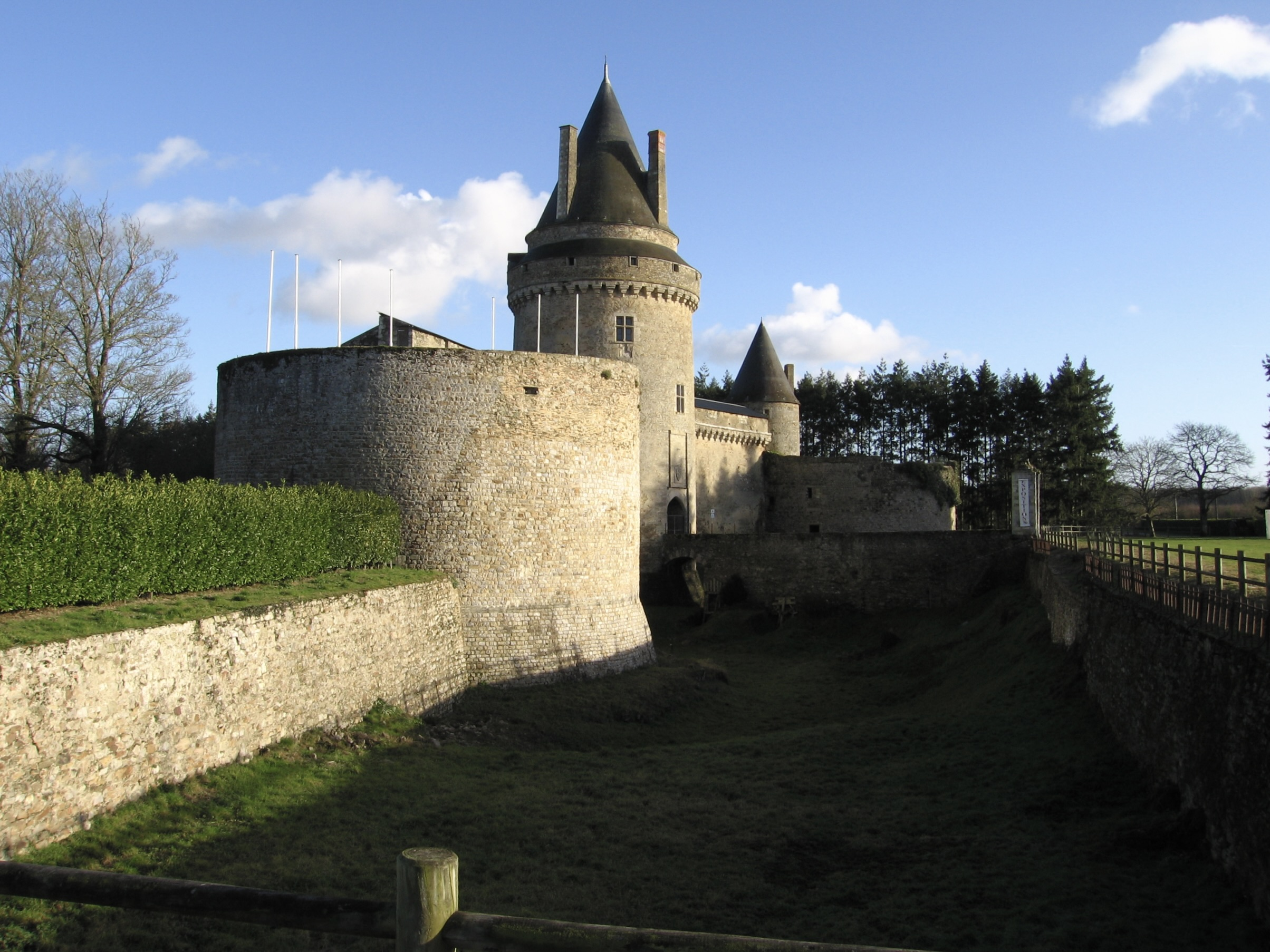
Château de la Groulais à Blain.

Au début de l'automne 1585, les troubles religieux reprennent de plus belle et un dernier bras de fer oppose les combattants protestants aux mignons d'Henri III conjoints aux troupes des Guise (le duc Charles de Mayenne, celui de Mercœur, et leur chef, le duc Henri Ier de Guise). Elle coûte la mort au frère de la duchesse de Loudun, René de Rohan, qui décède d'épuisement à La Rochelle à la fin de l'automne 1585. Goutteux et atteint de rhumatisme, le duc de Nemours est mort la même année, le 19 juin 1585, à Annecy. Peu de temps après, les châteaux du Poitou sont dévastés par les troupes de Mercœur, et notamment Mouchamps ainsi que la Garnache. Le comble de la violence est atteint entre 1587 et 1588, quand le roi Henri III est au sommet de sa faiblesse.
Tant que le duc de Nemours est en vie, Françoise de Rohan ne se croit pas déliée de son mariage fictif avec lui. Après un an de deuil, elle contracte une promesse de mariage (écrite pour le coup) avec François Le Felle, seigneur de Guébriant, chef de guerre au service du duc de Mercœur pour le Poitou et la Bretagne, qui vient assiéger son château. Il est difficile de croire à la fable d'un coup de foudre, et il est probable que Françoise de Rohan joue de ses charmes une dernière fois avec le seigneur de Guébriant à seules fins que son château soit épargné des pillards de Mercœur. Cette nouvelle promesse de mariage est annulée moins de six[Quoi ?] après par Henri III car elle constitue à ses yeux une étrange mésalliance.
Après cet échec sentimental (ou politique), le seigneur de Guébriant rejoint les troupes de Mercœur,. Il se retrouve sous les remparts du château de Blain, à combattre contre le chevalier Jean de Montauban, seigneur de Goust, qui tient provisoirement le château en l'absence des Rohan réfugiés à Mouchamps puis à La Rochelle.
Vers 1587, Viète retourne vivre à Fontenay-le-Comte, sa ville natale. Il laisse néanmoins auprès de la duchesse de Loudun un de ses cousins. Ce dernier recueille pour Françoise de Rohan les impôts théoriquement dus au roi. Catherine de Médicis se plaint de ces mauvaises pratiques par lettre adressée à la duchesse du Loudunois. La même année, reparaît aux portes de la Garnache, Henri de « Genevois », le fils que Françoise de Rohan a eu avec le duc de Nemours. Dans la foulée, il s'empare de son château et elle se retire à Beauvoir-sur-mer. Son fils l'y poursuit alors que son intendant, François Viette, cousin homonyme du mathématicien, est fait prisonnier et emprisonné par les troupes catholiques de Mercœur.

### La fin d’une dynastie

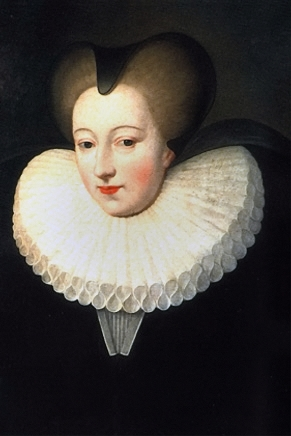
Portrait de Catherine de Parthenay, anonyme.

Le fils de la duchesse de Loudun tient son château de la Garnache au nom du roi. Il se dit désormais catholique sans prévoir les renversements d'alliance de l'année 1588. À la Noël, Henri III fait assassiner le balafré, l'aîné des fils que Anne d'Este a eu de son premier mariage avec le duc François de Guise, puis le lendemain, son second fils, le cardinal de Lorraine.
Tandis que François Viète rejoint Henri III à Blois, ne tenant à son roi aucune rancune de la façon dont il l'a congédié cinq ans plus tôt, Henri de « Genevois » est fait prisonnier à Beauvoir par les troupes d'Henri de Navarre lors de sa remontée vers Blois pendant l'année 1589. Le roi de Navarre l'oblige à rendre les deux fiefs de sa mère en rançon.
Après la mort du roi Henri III, assassiné à son tour par le moine Clément, Henri de Navarre reçoit la couronne de France et, conformément à ses vœux, il confirme sa « chère tante » dans son duché, le 10 avril 1591.

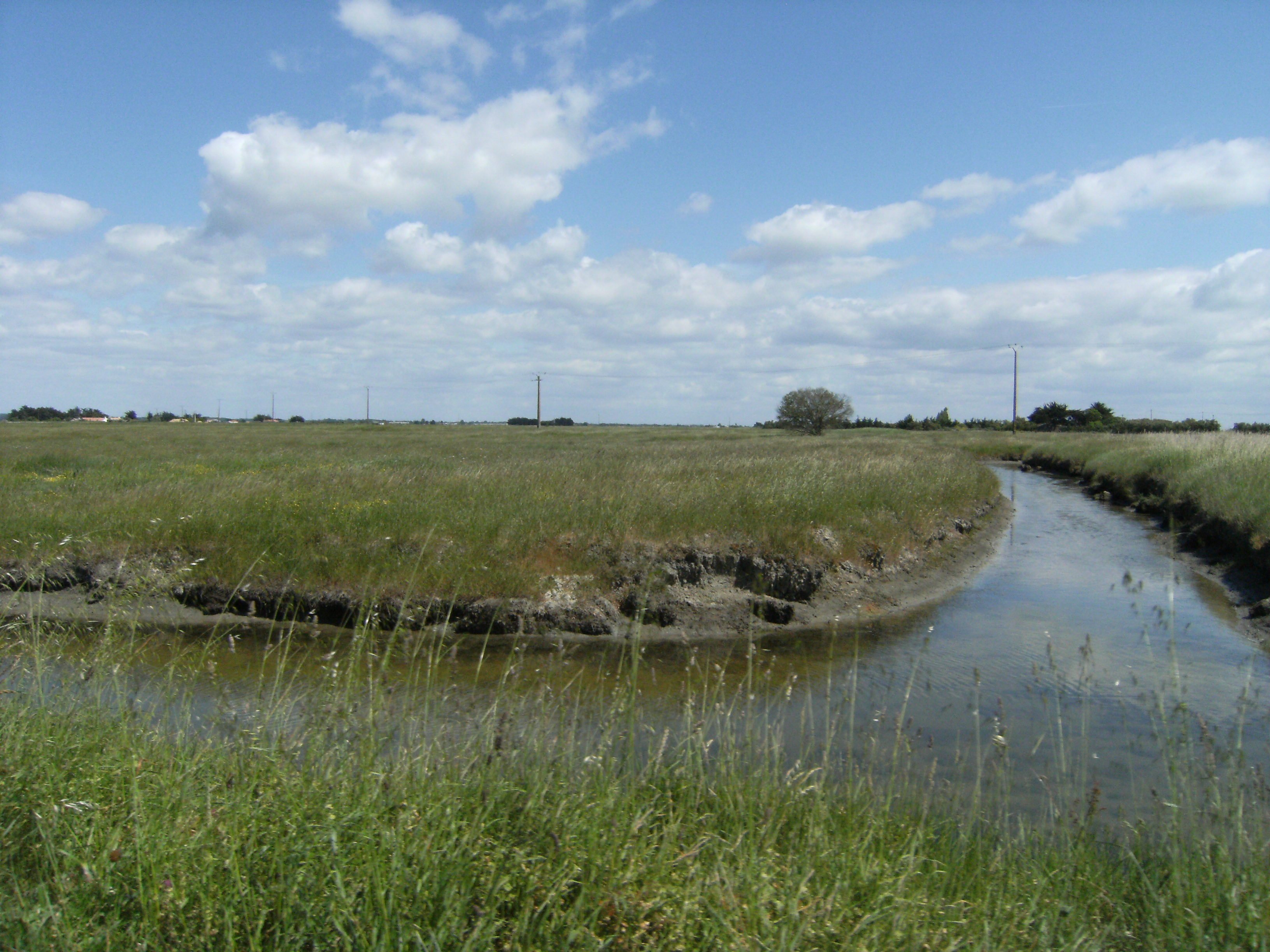
Marais de l'île de Mons, vue de l'étier de l'Ampan.

Viète, qui depuis 1589 sert les deux rois comme déchiffreur, publie la même année les travaux d’algèbre qu’il a composés à Beauvoir et qui le rendent célèbre comme le premier fondateur de l’algèbre littérale. Il dédicace son livre à ses deux grandes amies, Françoise et Catherine, sa belle-sœur. Dans cette adresse, qu'il rédige du marais de l'île de Mons, il cite la duchesse de Loudunois en ces termes :

« Plaise au ciel que le fruit de mes veilles lui soit agréable ! Elle en devra être reconnaissante à vous et à votre très-chère sœur, Françoise de Rohan, duchesse de Nemours et de Loudunois ; car les bienfaits dont vous m'avez comblé, dans des temps très malheureux, sont sans nombre. »

Françoise de Rohan, ayant reconquis son honneur, ses châteaux et un duché, ainsi qu'une parcelle de gloire, s'éteint en décembre 1591 dans son manoir de Beauvoir. Son fils meurt peu après, en 1596 ; il laisse au monde un fils naturel, sans titre et sans fortune, nommé Samuel de Villemare.

## Postérité

### Un procès retentissant

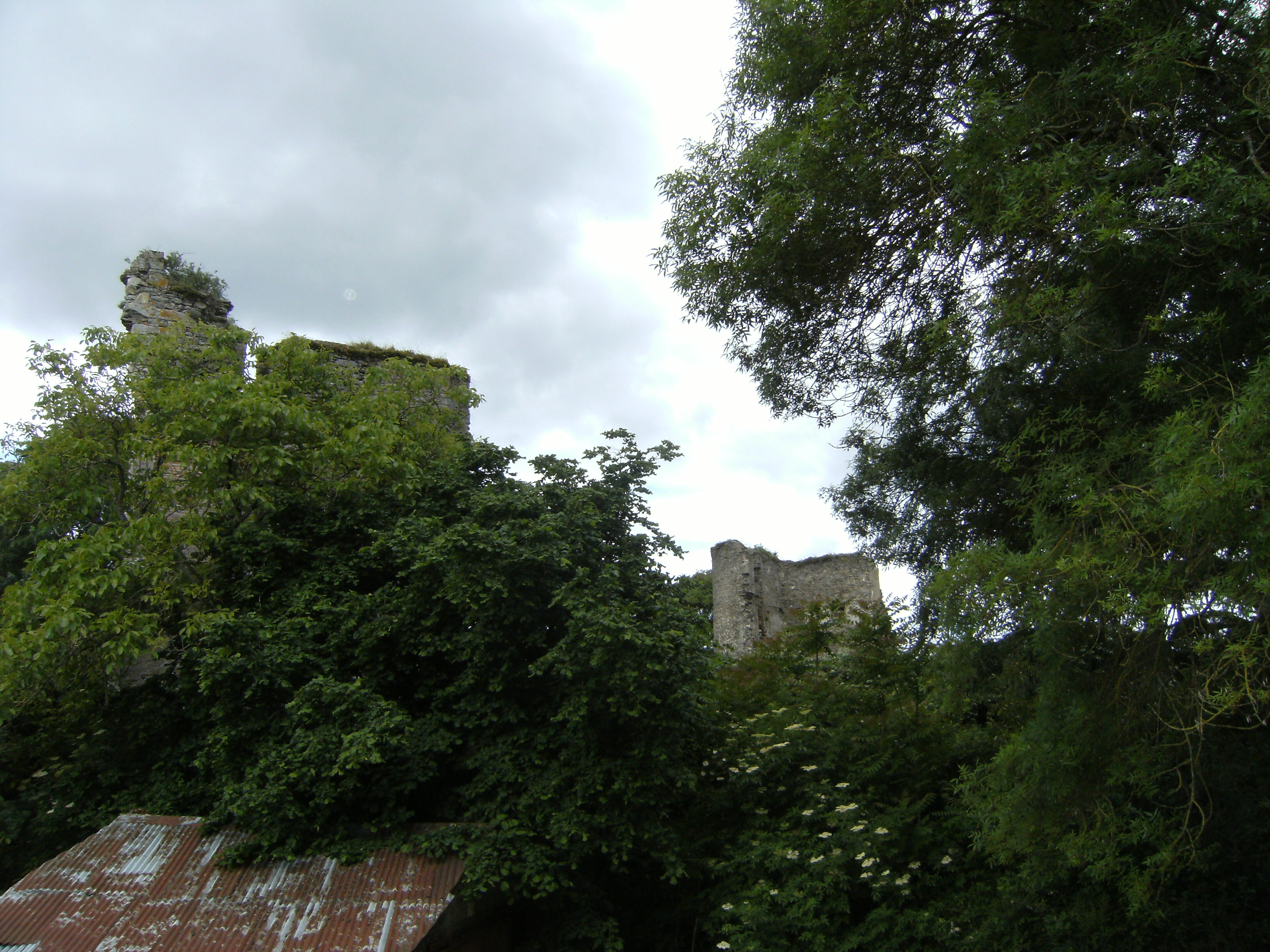
Ruines du château de La Garnache.

Le procès qui oppose pendant 20 ans, de 1559 à 1579, Françoise de Rohan et le duc de Nemours laisse des traces dans l'histoire. Mais les mémorialistes qui, aux XVIe et XVIIe siècles, ne manquent pas d'en rendre compte et ne se montrent pas toujours précis quant aux détails de cette affaire. Brantôme, De Thou, d'Aubigné et Varillas font porter sur les aventures de la dame de la Garnache un regard lourdement orienté.
Agrippa d’Aubigné, qui magnifie le camp protestant, voit surtout en Françoise de Rohan une cheffe adroite, qui conserve par « les soumissions et artifices qui ne peuvent être blâmés en son sexe » des possessions importantes pour la reconquête de l'ouest,.
Pierre de Bourdeille (Brantôme) est d’un parti pris tout à fait opposé. Selon lui, c’est sous « courtine de mariage » que Françoise de Rohan s’est faite mettre enceinte. Il l’accuse de duplicité et reprend mot pour mot les accusations des avocats de Nemours, laissant alors deviner ses sympathies ligueuses. Par ailleurs, il ne donne pas le nom des protagonistes et conclut ainsi :

« Le roy, qu’étoit tout bon, fit tenir le mystère le plus secret qu’il peut, sans scandaliser la fille, encor que la reyne en fust fort en colère, toutesfois ils l’envoyerent tout coy chez ses plus proches parens, où elle accoucha d’un beau fils, qui pourtant fut si malheureux, qu’il ne pût jamais être advoué du pere putatif et la cauſe en traîna longuement mais la mere n’y pût jamais rien gagner. »

Antoine Varillas, pour sa part, ignore l’existence du duc de Genevois, et dans son Histoire de Henry III où il évoque en quelques pages le procès, il suppose que l’arrangement de 1579 a depuis longtemps été proposé à Françoise. Il croit savoir en outre que le duché de Loudun ne lui est jamais réellement attribué, du moins par Henri III de sorte que ce dernier pardonne beaucoup à Nemours.
Jacques Auguste de Thou, dans son Histoire universelle, en parle très brièvement, comme d'une cause perdue.
Dans ses mémoires, Sully croit se souvenir que son fils a chassé Françoise de Rohan de la Garnache, mais pense qu’elle l’a elle-même emprisonné à Beauvoir, sans le secours de son royal neveu.
Le père Anselme affirme dans son Histoire et chronique de la Maison de France et des grands officiers de la couronne, que Nemours l'a épousée par parole de présents.
Pierre Bayle l’évoque plus longuement en 1702 dans son Dictionnaire historique et critique. Il parle alors de sa mésaventure comme de « la plus désagréable injustice qu’on puisse faire à une personne de son sexe ». Enfin, il critique ses prédécesseurs, jugés approximatifs.

### La princesse de Clèves
Le roman de Madame de La Fayette n'est pas un roman historique. Le XVIe siècle lui sert de toile de fond, mais les guerres de religion et l'étrangeté de la cour des Valois n'y sont jamais plus qu'un prétexte à pousser plus avant l'analyse introspective. Il est vain de chercher en Françoise de Rohan, ou en tout autre personnage, serait-ce Anne d'Este, un prototype de la princesse de Clèves. De même qu'il est difficile de mesurer l'influence des mémoires de Brantôme sur Madame de La Fayette, nul ne peut affirmer que le duc de Nemours est peint au travers du personnage qui porte son nom ni quel intérêt Madame de La Fayette a porté aux mésaventures historiques du duc de Savoie.
Le parallèle entre les trois femmes, l'héroïne et les deux personnages historiques, a été développé dès la fin du XVIIIe siècle. Dans le dictionnaire de D'Alembert, revu par Felix Vicq-d'Azur, en 1804, l'auteur développe ce portrait d'Anne d'Este :

« qui, du vivant même de son mari, ne put se défendre d'aimer Nemours, [et qui] moins sévère qu'on n'a imaginé la princesse de Clèves, se permit de l'épouser après la mort du duc de Guise. Bien moins sévère encore, une princesse de la Maison de Rohan, mademoiselle de la Garnache se contenta d'une promesse de mariage qui, dans la suite ne fut pas jugée valide et eut de lui un fils qui fut déclaré illégitime. »

### Entrée dans la légende
Le duc de Saint-Simon donne, encore au XVIIIe siècle, une image « toute en finesse » de ce procès,. Avec cynisme, il affirme dans ses mémoires que « la bonne « la Garnache » demeurait abusée, et  (...) faisait de sa turpitude la principale pièce de son sac. » Pour conclure, il pense que : « la fin de tout cela fut que (...) Mademoiselle de la Garnache disparut et alla élever son poupon dans l'obscurité où il vécut et mourut. » Pour lui, l'histoire étant une matière édifiante, les vices des Rohan du jour s'expliquent par ceux d'autrefois, et il termine en expliquant : « après plusieurs années, (...) le talent de savoir se retourner est encore un apanage spécial de la maison de Rohan, mademoiselle de la Garnache se remontra à demi, essaya de faire pitié à madame de Nemours, et d'obtenir quelque dédommagement par elle. »
À la fin du XIXe siècle, deux essayistes prennent la défense de la mémoire de la duchesse du Loudunois : le comte Hector de la Ferrière dans ses Trois amoureuses au XVIe siècle publié en 1885, et le baron irlandais Alphonse de Ruble dans Le duc de Nemours et Mademoiselle de Rohan, 1531-1592. Paris, Veuve Labitte. publié en 1883. Ce dernier reprend encore l'histoire de ce procès dans un livre consacré aux poésies de la reine Jeanne d'Albret.
À leur suite, Charles Mourain de Sourdeval exhume pour la société des antiquaires de l'ouest l'histoire de Beauvoir-sur-Mer. Il évoque alors longuement son portrait. C'est toutefois comme l'amie, la protectrice, puis la protégée du mathématicien François Viète qu'elle intéresse Benjamin Fillon et Frédéric Ritter. Au XXe siècle, sa figure est évoquée longuement par Valentine Poizat à l'occasion de son étude sur la véritable princesse de Clèves ; celle-ci est essentiellement construite sur les confidences de Brantôme, puis par Henry Bordeaux et enfin, au travers des études sur François Viète, par la thèse de Jean Grisard (à l'institut Alexandre Koyré). À l'occasion de sa thèse, soutenue à l'EHESS, Nicole Dufournaud souligne que ce mariage clandestin demeure le plus célèbre du XVIe siècle. Elle fait également remarquer que « Françoise de Rohan n'est pas seulement connue par ce fait divers, mais aussi pour ses liens avec le grand mathématicien François Viète qu'elle accueille pendant les troubles, bien qu'il 
soit resté dans la religion catholique. »
Après la mort de Françoise de Rohan, La Garnache revient aux Rohan, et après le décès de Catherine de Parthenay, elle passe successivement à sa nièce Marguerite de Rohan, et à son mari, Henri Chabot, seigneur de Saint-Aulaye. Elle est vendue en 1645, à Henri du Plessis-Guénégaud, secrétaire d'État de la maison du roi, et en 1654, à Claude du Chastel. Elle appartient de 1675 à 1718, à Pierre de Gondy, duc de Retz, et à la veille de la Révolution à  MM. de Neuville, marquis et ducs de Villeroy puis à la famille du Pas.
Quant à Beauvoir-sur Mer, son château passe en 1644 d'Anne de Rohan à Henri de Guénegaud, et demeure compris dans le sort de la Garnache. Il est rasé sur ordre de Louis XIV lors de la guerre de succession d'Espagne.